# 연 평공
연 평공(燕平公, ? ~ 기원전 505년)은 중국 춘추 전국 시대 연나라의 군주(재위: 기원전 523년 ~ 기원전 505년)이다.

## 생애
연 공공의 뒤를 이었다.
평공 시기에 진(晉)의 공실이 쇠약해졌고, 육경(六卿)이 강대해지기 시작했다.
재위 19년째에 죽고 연 효공이 뒤를 이었는데, 일설에는 연 간공이 뒤를 이었다고 한다.
| 전 임 공공 | 연나라의 군주 기원전 528년 ~ 기원전 524년 | 후 임 전간공 |